# The Antidote (Morcheeba)
Albums de Morcheeba
Charango
(2002) Dive Deep
(2008)
The Andidote est le cinquième album studio du groupe Morcheeba sorti le 31 mai 2005. C'est le premier album produit depuis le départ de Skye Edwards. Elle est remplacée par Daisy Martey. Le son a évolué vers quelque chose de plus rock/soul laissant l'influence trip hop beaucoup plus discrète.

## Liste des titres de l'album
| No  | Titre                   | Durée |
| --- | ----------------------- | ----- |
| 1.  | Wonders Never Cease     | 4:12  |
| 2.  | Ten Men                 | 4:13  |
| 3.  | Everybody Loves a Loser | 4:36  |
| 4.  | Like a Military Coup    | 3:17  |
| 5.  | Living Hell             | 5:51  |
| 6.  | People Carrier          | 4:21  |
| 7.  | Lighten Up              | 4:12  |
| 8.  | Daylight Robbery        | 2:51  |
| 9.  | The Antidote            | 6:20  |
| 10. | God Bless and Goodbye   | 4:24  |